# Латинский мост
Латинский мост (бывший мост Принципа) — исторический мост через реку Миляцку в Сараево. Известен тем, что близ северного конца моста 28 июня 1914 года было совершено убийство австрийского эрцгерцога Франца Фердинанда Гаврилой Принципом, что стало поводом для начала Первой мировой войны.

## История

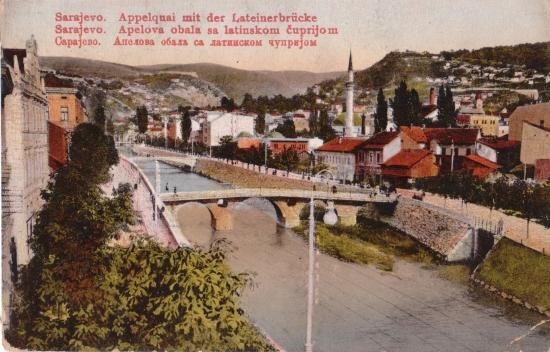
Мост в 1913 году

Судя по началу строительства моста, — это один из старейших сохранившихся мостов города Сараево. В летописи боснийского Санджака от 1541 года есть упоминание о мосте в этом месте, построенном кожевником Хусейном, сыном Ширмерда. Тот первый упомянутый мост, вероятно, был построен из дерева, поскольку данные 1565 года свидетельствуют, что каменный мост здесь был построен именитым сараевцем Алией Ажни-бегом. Сильное наводнение, случившееся 15 ноября 1791 года, сильно повредило мост, и последующую его реконструкцию профинансировал сараевский купец Хаджи Абдулла Брига.
Во времена контроля над городом Австро-Венгрией из-за интенсивного движения транспорта к мосту были пристроены тротуары на консолях.

Схема места убийства

28 июня 1914 года близ северного конца моста было совершено убийство наследника Австро-Венгерского престола Франца Фердинанда Гаврилом Принципом.
Долгое время после Первой мировой войны Сараево было известно в мире благодаря этому убийству. Поэтому с образованием Югославии этот мост был официально назван мостом Принципа в честь убийцы Гаврила Принципа.

## Новое наименование
После обретения Боснией и Герцеговиной независимости названия всех улиц, мостов и других объектов, носивших имена известных сербов Сараево, были переименованы. Так этот мост в 1992 году получил новое название — Латинский мост.